# Eres (canción de Café Tacvba)
Eres es una power ballad escrita por Emmanuel del Real y producida por Gustavo Santaolalla e interpretada por la banda mexicana de rock en español Café Tacvba. Fue el tercer sencillo de su quinto álbum de estudio Cuatro caminos (2003). Obtuvo el número 38 en el Latin Pop Songs de la revista Billboard. Ganó el Premio Grammy Latino en 2004 a la Mejor Canción de Rock y fue nominado a la Mejor Canción del Año y al Mejor Video.

## Video musical
El video musical fue dirigido por Rogelio Sikander y fue premiado en los MTV Video Music Awards Latinoamérica 2004 al Mejor Video del Año y fue finalista en los Grammy Latinos. En él, muestra a una clase escolar, en la que un alumno (Frank G)  está enamorado de una chica (Berenice Escandon) pero por alguna razón no se lo demuestra y cada vez que la ve empieza a expresar sus sentimientos en dibujos.Cruzan miradas pero no llega a más.